# Alexandre Lorian
Alexandre Lorian (* 9. August 1921 in Bukarest; † 27. Januar 1994) war ein israelischer Romanist und Syntaktiker rumänischer Herkunft.

## Leben und Werk
Lorian wurde 1959 an der Sorbonne promoviert mit der Thèse d’Université La syntaxe des temps dans les "Essais" de Montaigne Temps. Mode et aspect dans le premier livre des "Essais". Etude de syntaxe et de style. Er war Professor für Französisch an der Hebräischen Universität Jerusalem.
Lorian begründete 1971 die Zeitschrift Perspectives. Revue de l'Université Hébraïque de Jérusalem.

## Schriften
- L’Expression de l’hypothèse en français moderne. Antéposition et postposition (= Langues & Styles. 3, ISSN 0457-1320). Minard, Paris 1964.
- L’ordre des propositions dans la phrase française contemporaine. La cause (= Bibliothèque française et romane. Série A: Manuels et études linguistiques. 11, ISSN 0067-8341). Klincksieck, Paris 1966.
- Tendances stylistiques dans la prose narrative française au XVIe siècle (= Bibliothèque française et romane. Série A: Manuels et études linguistiques. 26). Klincksieck, Paris 1973, ISBN 2-252-01520-9.
- Souplesse et complexité de la proposition relative en français. Slatkine, Genf u. a. 1983, ISBN 2-05-100500-1.